# Freddy vs. Jason
Freddy vs. Jason és una pel·lícula canadencoestatunidenca slasher del 2003 dirigida per Ronny Yu. El film reuneix a dos grans mites el terror, Freddy Krueger i Jason Voorhees.
La pel·lícula ens explica com Freddy Krueger, desitja tornar a matar els fills d'Elm Street. Però li és impossible, ja que els pares han suprimit els somnis dels seus fills gràcies a una droga molt potent. Amb la finalitat de tornar a matar, Freddy manipula a Jason Voorhees per matar joves i fer desconfiar els pares de la droga, i així Freddy tornaria a matar. Però els seus plans s'enfonsen quan Jason es veu manipulat i uns joves formen un grupet per tornar a Jason a Crystal Lake per acabar enfrontant-se amb Freddy...
Aquesta va ser l'última pel·lícula en la qual l'actor Robert Englund interpretava a Freddy Krueger.

## Argument
La pel·lícula comença amb Freddy Krueger explicant les seves maniobres i qui era i que li van fer. Seguidament observem la mort d'una jove, la qual és travessada per Jason Voorhees. La mare de Jason, la qual resulta ser Krueger disfraçat, el fa despertar de l'infern.
Apareixen uns joves dintre una casa, fins que apareix Jason i mata a un noi. Al cap d'una estona, assassina a una de les víctimes i al seu pare. Lori és informada que el seu xicot ha estat assassinat i té malsons constants amb Freddy Krueger. Per fer-la oblidar, és convidada en una festa al mig del camp. Una de les noies s'adorm mentre un noi l'està besant, i ella somnia amb Freddy Krueger el qual està a punt de matar-la, però Jason s'avança i Krueger s'enrabia. Jason crea el caos total matant als joves de la festa. Freddy aconsegueix dormir a un jove i l'obliga a donar un missatge, però aquest s'hi nega i el mata, deixant un missatge a la seva esquena dient: Freddy's back (Freddy ha tornat). Els joves decideixen adormir-se per portar a Freddy i enfrontar-se amb Jason, i Lori és l'encarregada de fer-ho. Però Freddy posseeix a un jove per poder dormir a Jason, el pla funciona però el pobre jove acaba partit per la meitat per Jason.
Els dos assassins es confronten en somnis i Lori decideix entrar en acció i porta a Freddy a la vida real, enfrontant-se tots dos assassins. Freddy i Jason s'acaben matant i Lori decapita a Freddy i llença als dos assassins al llac de Crystal Lake. El film acaba amb Jason sortint del llac amb el cap de Freddy a les mans, el qual pica un ullet a la càmera i els crèdits finals apareixen.

## Repartiment
- Robert Englund: Freddy Krueger
- Ken Kirzinger: Jason Voorhees
- Monica Keena: Lori Campbell
- Kelly Rowland: Kia Waterson
- Jason Ritter: Will Rollins
- Chris Marquette: Charlie Linderman
- Lochlyn Munro: Diputat Scott Stubbs
- Katharine Isabelle: Gibb Smith
- Brendan Fletcher: Mark Davis
- Zack Ward: Bobby Davis
- Kyle Labine: Bill Freeburg
- Tom Butler: Dr. Campbell
- Garry Chalk: xèrif Williams
- Jesse Hutch: Trey
- David Kopp: Blake
- Odessa Munroe: Heather
- Chris Gauthier: Shack
- Paula Shaw: Pamela Voorhees
- Sharon Peters: Mrs. Campbell

## Pel·lícules de la saga
- Malson a Elm Street, de 1984
- A Nightmare on Elm Street 2: Freddy's Revenge, de 1985
- Malson a Elm Street 3, de 1987
- Malson a Elm Street 4, de 1988
- Malson a Elm Street 5: El nen somiador, de 1989
- Freddy's Dead: The Final Nightmare, de 1991
- El nou malson, de 1994
- Freddy vs. Jason, de 2003
- Malson a Elm Street. L'origen, de 2010